# (261291) Fucecchio
(261291) Fucecchio est un astéroïde de la ceinture principale.

## Description
(261291) Fucecchio est un astéroïde de la ceinture principale. Il fut découvert le 31 octobre 2005 à Androuchivka par l'observatoire astronomique d'Androuchivka. Il présente une orbite caractérisée par un demi-grand axe de 2,96 UA, une excentricité de 0,07 et une inclinaison de 9,2° par rapport à l'écliptique.

## Compléments